# 글로벌비즈니스센터
글로벌비즈니스센터(영어: Hyundai Global Business Center, HGBC)는 현대자동차그룹이 대한민국 서울특별시 강남구 삼성동에 소재한 구 한국전력공사 본사를 철거하고 건설할 예정인 마천루이자 초고층 건물이다. 주차 대수는 총 3,523대로 구성되고 업무시설 외에도 호텔, 전시장이 들어설 예정이다.
이 건물의 명칭은 현대자동차그룹 글로벌비즈니스센터(영어: Hyundai Motor Group Global Business Center, GBC)에서 현대자동차그룹 글로벌 비즈니스 콤플렉스(영어: Hyundai Motor Group Global Business Complex, GBC)로 변경되었으며, 현대자동차그룹 새 사옥을 가리키는 명칭이다.

## 역사

### 배경

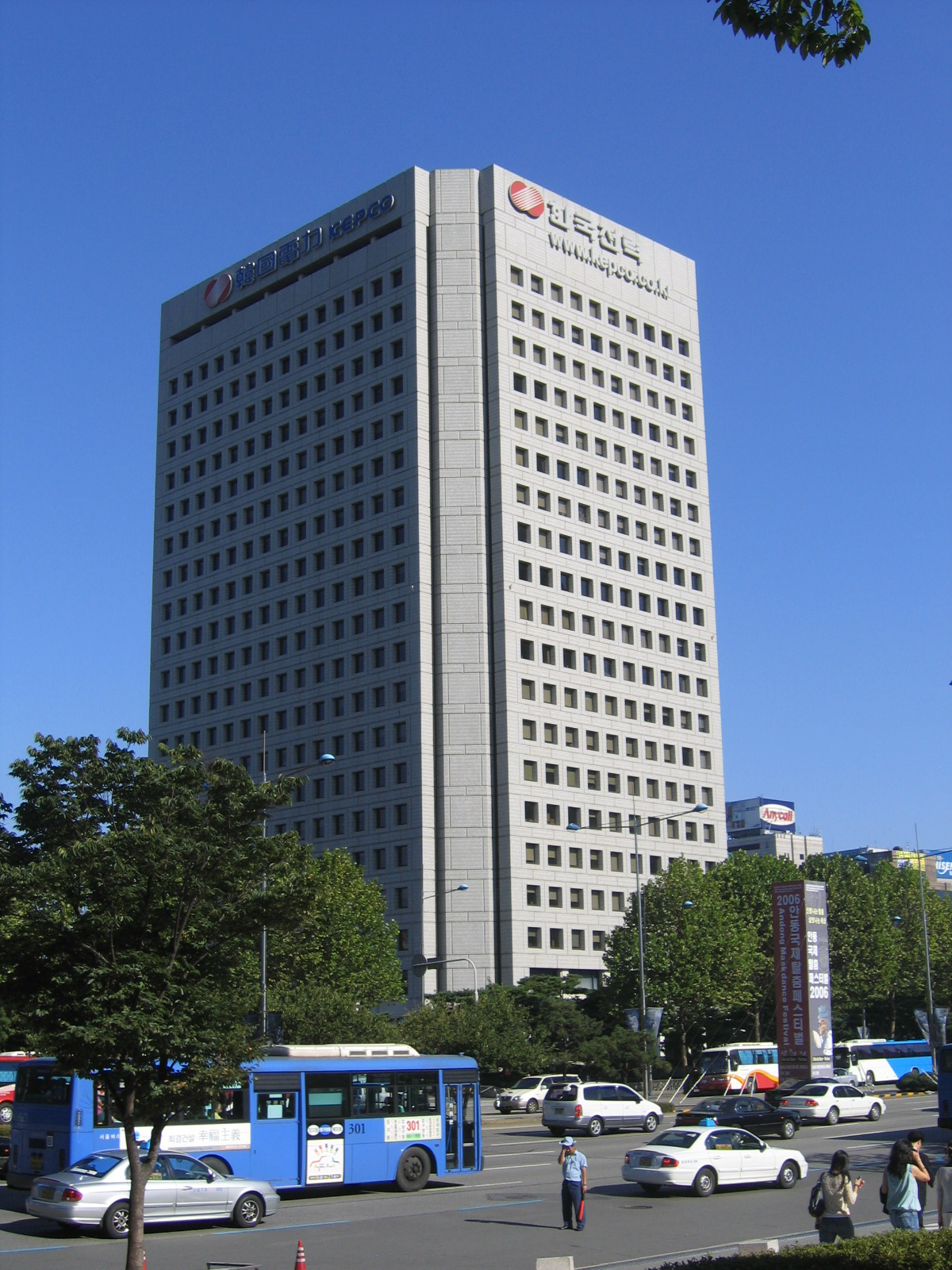
구 한국전력공사 삼성동 본사
2006년 9월 23일에 촬영.

구 한국전력공사 강남지사는 1980년 초에 착공하여 1986년 11월 17일에 완공되었고 12월 1일에 본점을 서울특별시 강남구 삼성동 167 소재로 이전하였다. 규모는 지상 22층, 지하 3층이다. 영동대로 주변에 위치하며 본관, 별관, 한빛홀으로 구성되었고 옥외주차장이 있었다.
현대글로비스는 2015년 2월 영동대로로 본사를 이전했고 2016년에 테헤란로로 이전했다. 2016년 5월 23일에는 글로벌비즈니스센터 착공을 위해 철거가 시작되었고 2017년에 주차장을 비롯해 부지가 모두 철거되었다.

### 계획
현대자동차그룹이 이 계획을 본격적으로 세운 건 2006년 무렵부터로, 현재 현대자동차와 기아자동차가 입주하고 있는 서초구 양재동 사옥이 매우 비좁은 상황이라 그룹 전체 계열사가 사옥 안에 전부 입주하지 못하고 흩어져 있는 상태다. 이러다보니 업무의 효율이 떨어진다는 판단 하에, 통합된 사옥으로 계열사 모두 입주시킬 뿐만이 아니라, 서울에서 가장 높은 랜드마크를 세우겠다는 계획 하에 성수동 뚝섬 삼표레미콘 성수공장 부지에 110층 규모의 540m 높이의 현대자동차그룹 사옥을 추진하게 되었다. 하지만 교통 및 환경 문제로 인해 신사옥 건립사업 추진에 차질을 빚기 시작했고 2012년 서울시 조례안에 의해 뚝섬 부지에 마천루 건립이 사실상 불가능해지면서 답보상태에 빠지게 된다. 
그런데 때마침 2014년 11월에 기존 강남구 삼성동 COEX 트레이드 타워 길 건너편에 있던 한국전력공사가 전라남도 나주시의 혁신도시로 본사를 이전하게 되면서 본사 부지를 매각할 계획을 갖게 된다. 이번이 마지막 기회로 판단한 현대자동차그룹에서는 여러 모로 솔깃할 수밖에 없었고, 부지 입찰 경매에 뛰어들게된다. 당시 부지 입찰에는 삼성전자와 현대자동차그룹등이 참가했고, 당연하게도 삼성과 현대의 싸움이 되었다. 이때 현대자동차그룹이 삼성전자의 입찰가보다 두배가량 비싼 입찰가를 제출했고, 이에 따라 현대자동차그룹이 이 땅을 입찰받았다. 당시 삼성동 한전부지 일원은 강남의 마지막 금싸라기 땅이라고 불릴 만큼 엄청난 교통의 중심지였기 때문에 현대에서는 이 부지를 갖고 싶어했었다. 근처에는 COEX를 비롯하여 서울 지하철 2호선 삼성역과 서울 지하철 9호선 봉은사역 등이 있고, 도로도 테헤란로와 영동대로 등이 교차하는 그야말로 교통의 중심지. 더군다나 부지 면적도 7만9342m2 정도인지라 롯데월드타워 부지보다도 넓다.
현대자동차가 2014년 9월 18일 10조 5500억원에 부지와 건물을 낙찰받으면서 서울특별시 강남구 삼성동 한국전력공사 부지는 현대차그룹의 소유가 되었고 덕분에 신사옥 건립 사업을 재추진하게 되었다. 
2015년 1월 2일 발표한 건물의 규모는 105층이다. 2015년 2월 1일에는 건물 높이를 571m, 115층으로 확장하고 사업을 추진하기 시작했다. 2015년 2월 발표된 공시지가는 평당 8,500만원, 총 가격은 약 2조 470억원으로 알려졌다.
2015년 9월 30일에는 526m, 105층 규모로 축소를 하였다. 2015년 11월에 건축허가가 되었고 2016년 2월 17일에 현대자동차가 높이 553m, 105층 규모의 개발 계획안을 발표하였다. 그리고 구 한전사옥이 올 23일부터 철거 시작되었다. 2016년 8월에 철거 작업이 끝날 가능성이 크지만 그 당시 옛 한전 사옥을 상자 모양으로 둘러싸고 있다. 2016년 12월에 임시사용승인이 있었다.

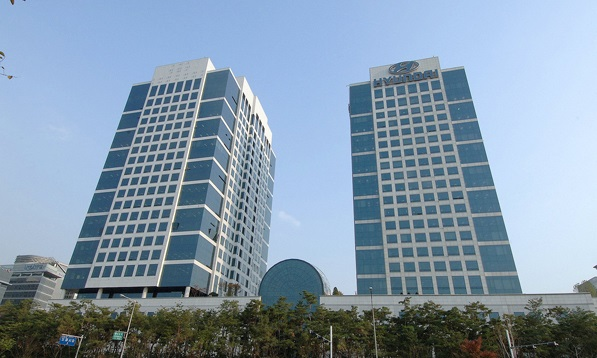
현 현대자동차 본사 건물
(오른쪽)

이후 2017년 1월에는 569m 개발 계획이 있다. 옛 한전 사옥을 모두 철거하는데 6개월이 걸렸다.

### 공사 시작
2020년 5월 20일에 착공하였다. 11월 26일 현대차 내부에서 70층, 2개동으로 설계변경안을 검토중이라는 기사가 작성되었다. 12월 21일 강남구 측은 70층은 안되고 105층 원안대로 진행해야 한다고 주장 중이다.

### 공사 중단
2021년 1월 11일 공사가 중단되었다는 뉴스가 1월 12일 e대한경제에 보도되었다. 규모를 더욱 줄인 50층 3개동으로 설계를 변경하는 것이 그룹 내부에서 논의중이다. 당초 계획대로라면 2026년 모든 공사가 완료될 예정이었지만 현재 설계 변경 이슈 때문에 공사가 전혀 진행되고 있지 않아서 완공 및 개장은 더 미뤄질 것으로 보인다. 2024년 5월 20일 조감도가 공개되었고 지상 55층, 242m 높이의 마천루를 추진한다.

### 공사 재개
만약 설계 변경 이슈 때문에 공사가 진행되지 않고 설계가 변경되거나 이미 있는 최종 조감도를 그대로면 재개할 예정이다. 2028년 완공 시 현대자동차그룹 전 계열사들이 이 빌딩으로 집합할 예정이며 이 외에 다른 기업들도 입주할 예정이다.
이 242미터, 794피트 재설계는 타워 1과 2이지만, 50층에는 새 건물이나 미래 건물이 넘쳐나고 있어 2021년, 2024년 10월 20일에 프로젝트 자체가 취소되었다.
이 569미터, 결과는 105층인데 2024년 10월 11일에 2016년 프로젝트였거나 공사 재개는 한국의 초고층 미래다.

## 건물

### 디자인
디자인은 사실 두 번 정도 바뀐 적이 있다. 초창기인 2006년 발표한 디자인은 지금과는 달리 비슷하게 생긴 빌딩을 서로 기대어 건립하는 방식이었다. 계획도 당시에는 450m, 110층의 계획하였고 거대한 피라미드라는 디자인이었지만 초창기 이 디자인 당시에는 그닥 주목받은 계획은 아니었으나, 2009년 디자인을 부분적으로 바꾼다. 이후 2010년에 현재의 디자인으로 바꾸고 전체적으로 상하이 SWFC+뉴욕, 1WTC+IFC 서울과 섞은 느낌이고 중층부는 전체적으로 올라갈수록 늘어났다가 다시 줄어드는 면에서 IFC 서울의 이미지와 비슷한 반면, 꼭대기 부분은 SWFC처럼 사각형의 공간이 뚫린 디자인, 그 위에 첨탑이 약간 올라가 있는 디자인이다. 계획을 기준으로 보자면, 오토테마파크를 저층부에 입주시키며, 최상층 전망대 바로 밑에 자동차 박물관이 들어가고 크고 아름다운 계획이었다.
특이하게도 아트리움(건물 중앙홀)을 당시 건물 남측에 배치한 바 있다. 뚝섬안 당시 기준으로 보면 지상 110층으로 계획되어 있는데, 높이는 언론 기사에 따라 다르게 나와있다. 450m라는 주장도 있고, 540m, 심지어 550m라는 주장도 있다. 지붕층 높이가 450m, 첨탑 높이를 합한 것이 540m~550m로 추측된다. 물론 현재 삼성동 부지를 계약해둔 상태라 구체적인 계획은 바뀔 수도 있다. 2015년 1월에 새로운 디자인이 공개되고 9월 30일 높이가 축소되고 2016년 2월 17일 디자인이 바뀌었다. 2017년 11월 또 디자인이 바뀌었는데 설명하면 마천루의 외환 등이 변경되었고 커튼월 색상이 변경되고 X자 트러스가 있다.
2025년 2월에 최근 도시 개발 트렌드가 반영된 새로운 디자인이 공개됐다. 54층 타워 3개 동과 전시장, 공연장 등으로 구성된 저층부 2개 동으로 조성되며, 단지 중앙에는 도심숲 형태의 시민 개방형 대규모 녹지공간이 조성될 예정이다. 해당 디자인은 노먼 포스터가 대표 건축가로 소속된 포스터 앤 파트너스에서 맡아서 진행했다.

### 높이
2015년 2월 1일 계획 당시 롯데월드타워보다 높게 짓는다고 하는데 높이가 571m라고 한다. 2015년 9월 30일 그런데 526m, 105층 규모로 축소하고 국내 서울의 롯데월드타워(555m, 123층), 미국 뉴욕의 원 월드 트레이드 센터(541m, 104층), 중국 광저우의 CTF 광저우(530m, 111층), 중국 톈진의 CTF 톈진(530m, 97층), 중국 베이징의 중국존(527.7m, 108층)보다 낮게 지을 예정인데 2016년 2월 현대차 글로벌 비즈니스 센터의 높이를 526m에서 553m 규모로 확장하고 롯데월드타워보다 2m 낮다. 2017년 2월 1일에는 553m에서 569m로 변경하고 그 이후에는 롯데월드타워보다 14m 높은 건물이 개발될 예정이다. 2025년에 디자인 변경으로 수정 보완되어 242ｍ로 변경됐다.

## 특징

### 랜드마크
강남 최초의 100층 이상 랜드마크이며 서울시의 2번째로 100층이 넘는 빌딩이라고 한다. 또한 105층 통합사옥의 건물이며 회사의 공간인 초고층 랜드마크는 코어월, 메가칼럼, 로이유리, 금속패널이 사용될 예정이다. 미래로 나아가는 강남의 새로운 랜드마크이며 공사중인 초고층 건물인 글로벌비즈니스센터가 다 올라가면 이후에 멋진 건물을 볼 수 있게 되며 완공 시 높은 건물이 될 예상으로 보인다. 지상 105층은 105인 사건을 상징화하였고 옥탑과 옥탑지붕이 있다. 105층도 무한한 고속 성장의 의미를 함축해 22세기 이상 번영의 의미가 함축되어 있다.

### 엘리베이터
엘리베이터의 속도를 높이기 위해 상층부에 전망대와 같은 시설이 들어서고 초고속 엘리베이터와 전망대로 갈 수 있는 엘리베이터도 설치할 예정이다. 현재 엘리베이터의 회사는 아직 정해지지 않았다. 만약 개장되기 전에 완공되면 엘리베이터 탑승도 가능하게 된다.

## 시설

### 주요 시설

#### 타워동
신재생 에너지, 탄소배출 저감 등 친환경 기술 및 자율주행, 로보틱스, PBV, UAM 등 미래 모빌리티 기술와 건물 인프라가 융합된 하이테크 업무시설로 활용된다. 

#### 전망대
최상부 2개층(104층 ~ 105층)에 전망대를 만들 계획이 있다. 내부 공사 진행이 끝나면 전망대가 개방될 가능성이 있지만 입장료는 아직 정해지지 않았다. 개방 이후 무료로 개방하기는 어렵고 입장료를 내야 볼 수 있다. 569m 높이에 이르며 투명한 지붕이 있고 서울 전경을 한눈에 내려다 볼 수 있고 다양한 이벤트도 경험할 수 있다. 현재 2017년 개장된 555m 롯데월드타워 서울 스카이 전망대가 25,000원(약22달러)을 받고 있으므로 비슷한 수준 입장료가 책정될 것으로 보인다.

#### 오피스
저층에는 오피스 로비가 들어설 예정이다. 사무실인 105층에 개발 예정이며 현대그룹과 현대자동차그룹 등이 들어설 예정이고 저층부 오피스, 중층부 오피스, 고층부 오피스가 들어설 예정이다. 오피스가 아니라 다른 시설도 들어설 예정이며 기계실, 창고 등 시설도 들어설 예정이다.

#### 호텔
VIP 방문객들의 장기 비즈니스 출장 등을 위한 호텔이 들어설 예정이다.

#### 전시장
체험형 과학 콘텐츠 등이 전시되는 인터랙티브 공간으로 조성될 예정이다.

#### 지하주차장
3,523대로 구성되는 지하주차장은 지하 7층 ~ 지하 4층에 개발 예정이며 대규모 주차장이 될 예정이다.

### 내부 시설
지하 6층 ~ 지하 1층은 지하주차장으로 구성되고 1층은 로비로 구성되고 105층은 업무시설으로 구성될 예정이다.
| 구성          | 층수  | 연면적    | 비고                               |
| ------------- | ----- | --------- | ---------------------------------- |
| 그룹통합사옥  | 105층 | 560,443m2 | 현대차 글로벌 비즈니스 센터다.     |
| 호텔·업무시설 | 35층  | 155,082m2 | 현대차 컨벤션 호텔과 업무시설이다. |
| 공연장        | 9층   | 67,768m2  | 공연장이며 옥상에도 개발 예정이다. |
| 전시·컨벤션   | 6층   | 68,895m2  | 전시와 컨벤션 시설이다.            |
| 전시장        | 4층   | 20,006m2  | 전시장 시설이다.                   |

## 같이 보기
- 현대건설
- 현대자동차
- 현대자동차그룹
- 대한민국의 마천루 목록
- 서울특별시의 마천루 목록
- 서울 강남구의 마천루 목록
- 100층 이상의 마천루 목록